# María Enriqueta
Enriqueta García Escoto (Tampico, Tamaulipas, c. 1922 – Ciudad de México, 16 de enero de 1996), conocida artísticamente como María Enriqueta, fue una cantante mexicana. Su gran belleza física y piel trigueña le valieron el sobrenombre de «La Venus Morena».
Nació alrededor de 1922 en la ciudad de Tampico, Tamaulipas, México. Su padre, Estanislao García Espinoza, fue director fundador de la Banda de la Marina Nacional de México. El nombre de su madre era Ángela Escoto.
Logró sus mayores éxitos en la década de los cincuenta, cuando se convirtió en una destacada bolerista de la estación de radio XEW. Su voz «sensual y bien timbrada» era «ampliamente conocida por todos los radioescuchas». Era artista exclusiva de Discos RCA Víctor, y sus grabaciones para ese sello se vendían muy bien. También grabó para Discos Musart.
Tuvo una hija, Cecilia Martínez García, con el director de orquesta Eleazar Martínez. Vivía en Coyoacán con su marido, Roberto Monter Carpio. Falleció de neumonía a los 74 años el 16 de enero de 1996 en Tlalpan, Ciudad de México. Sus restos fueron cremados en el Panteón Español de la Ciudad de México.